# Juan Bell
Pour les articles homonymes, voir Bell.
Juan Bell Mathey (né le 29 mars 1968 à San Pedro de Macorís (République dominicaine) et mort le 24 août 2016 à Saint-Domingue (République dominicaine)) est un joueur de deuxième but et d'arrêt-court dominicain ayant joué dans les Ligues majeures de baseball de 1989 à 1995. Il est le frère de l'ancienne vedette des Blue Jays de Toronto George Bell.

## Carrière de joueur
Juan Bell signe son premier contrat professionnel en 1984 avec les Dodgers de Los Angeles et amorce sa carrière en ligues mineures avec un club-école de cette franchise. Alors qu'il joue toujours dans les mineures, il est échangé le 4 décembre 1988 aux Orioles de Baltimore avec les lanceurs Ken Howell et Brian Holton, en retour du joueur vedette Eddie Murray. Bell joue son premier match dans le baseball majeur avec les Orioles le 6 septembre 1989 et, après de brefs passages à Baltimore cette année-là et la suivante, il dispute sa saison recrue en 1991.
Relégué en ligues mineures en 1992, il est transféré aux Phillies de Philadelphie le 11 août en retour du joueur de champ intérieur Steve Scarsone. Bell s'aligne avec les éventuels champions de la Ligue nationale, les Phillies, en 1993 mais est transféré en cours de saison aux Brewers de Milwaukee. En 1994, il rejoint comme agent libre les Expos de Montréal et a la chance de s'aligner pour une deuxième fois en deux ans avec le meilleur club de la Ligue nationale, mais il n'apparaît que dans 38 parties, où il maintient une moyenne au bâton de ,278 avec 10 points produits. Il joue enfin quelques matchs chez les Red Sox de Boston en 1995.
Juan Bell a frappé pour ,212 de moyenne au bâton en 329 parties dans le baseball majeur. Il compte 177 coups sûrs, 10 circuits, 107 points marqués, 71 points produits et 16 buts volés.
S'il ne revient pas dans les majeures après son passage à Boston en 1995, Bell continue néanmoins sa carrière de joueur dans les ligues mineures avec des clubs affiliés aux Red Sox et aux Blue Jays de Toronto, l'équipe pour laquelle s'était illustré son frère aîné George Bell. Après quoi, Juan Bell passe au baseball indépendant puis à la Ligue mexicaine jusqu'en 2000.